# Calceolaria densifolia
Calceolaria densifolia är en toffelblomsväxtart. Calceolaria densifolia ingår i släktet toffelblommor, och familjen toffelblomsväxter.

## Underarter
Arten delas in i följande underarter:
- C. d. densifolia
- C. d. laxa